# BUMP OF CHICKEN "WILLPOLIS 2014" 劇場版
『BUMP OF CHICKEN "WILLPOLIS 2014" 劇場版』（バンプ・オブ・チキン ウィルポリス にせんじゅうよん げきじょうばん）は、2014年12月5日から同年12月18日までの2週間限定で公開されたBUMP OF CHICKENのドキュメンタリー映画である。

## 概要
ロックバンドBUMP OF CHICKENが2014年4月から開催し、20会場で計25万人を動員したツアー『WILLPOLIS 2014』に密着したドキュメンタリー映画。バンド初のドキュメンタリー映画となる。
ムビチケカードなどの前売り券は2014年11月14日から販売開始となったが、たちまち入手困難となり、前売り券の発売初日2日間の売り上げが近年公開された東宝系映画では史上1位となった。
興行通信社発表による公開初週末（2014年12月6日～7日）の観客動員数は2万1925人。興行収入4342万2200円で9位にランクインした（全国20館限定公開）。
劇場版のソフト化はされていないが、事実上の完全版となる『BUMP OF CHICKEN WILLPOLIS 2014』が翌2015年2月4日にリリースされている。

## 上映劇場
以下の20劇場で上映された。
- ユナイテッド・シネマ札幌（北海道）
- MOVIX利府（宮城県）
- TOHOシネマズ日本橋（東京都）
- TOHOシネマズ 六本木ヒルズ（東京都）
- TOHOシネマズ渋谷（東京都）
- 新宿バルト9（東京都）
- TOHOシネマズ ららぽーと横浜（神奈川県）
- TOHOシネマズ 川崎（神奈川県）
- TOHOシネマズ 八千代緑が丘（千葉県）
- MOVIXさいたま（埼玉県）
- TOHOシネマズ 宇都宮（栃木県）
- TOHOシネマズ 名古屋ベイシティ（愛知県）
- TOHOシネマズ ららぽーと磐田（静岡県）
- T・ジョイ新潟万代（新潟県）
- TOHOシネマズ 梅田（大阪府）
- TOHOシネマズ なんば（大阪府）
- TOHOシネマズ 二条（京都府）
- TOHOシネマズ 西宮OS（兵庫県）
- TOHOシネマズ 緑井（広島県）
- TOHOシネマズ 天神（福岡県）

## 内容
『ドキュメンタリー』と『CGアニメーション』の2部構成となっており、シングル『ダイヤモンド』『天体観測』など、BUMP OF CHICKENの数々のミュージックビデオの監督を務めてきた番場秀一がドキュメンタリー部分を、ツアー『GOLD GLIDER TOUR』『WILLPOLIS』のライブのオープニング・アニメーションを担当した山崎貴がCGアニメーションをそれぞれ担当する。
アニメーションはツアー『WILLPOLIS 2014』で使用されたオープニングアニメーションの完全版となっており、ツアー中のオープニング同様、松坂桃李、杏が声の出演をするほか、水田わさびや山寺宏一、平幹二朗が声の出演に加わる。

### セットリスト
全てドキュメンタリー・パートのもの。
1. Stage of the ground
2. 虹を待つ人
3. サザンクロス
4. Smile
5. K BUMP OF CHICKEN Live in Taiwan 2014（※途中まで）
6. 銀河鉄道
7. ray BUMP OF CHICKEN feat. HATSUNE MIKU
8. white note
9. 天体観測
10. You were here

## キャスト・スタッフ
- BUMP OF CHICKEN
  - 藤原基央
  - 増川弘明
  - 直井由文
  - 升秀夫

### ドキュメンタリー
- 監督：番場秀一
- インタビュー：鹿野淳
- 監督補：野村徹
- ライブ撮影：安田光
- 制作プロダクション：祭

### アニメーション
- 監督：山崎貴
- 声の出演
  - 松坂桃李
  - 杏
  - 水田わさび
  - 山寺宏一
  - 平幹二朗
- キャラクター原案：メビウス
- CG制作：白組
- 制作プロダクション：ROBOT